# 1641 год в науке
В 1641 году произошли различные научные и технологические события, некоторые из которых представлены ниже.

## Публикации
- Знаменитый голландский врач Николас Тульп опубликовал свою наиболее известную работу «Observationes Medicae»[1].

## Родились
См. также: Категория:Родившиеся в 1641 году
- (Март) — Менно ван Кугорн, голландский врач (умер в 1704 году).
- 30 июля — Ренье де Грааф, голландский врач (умер в 1673 году).
- 26 сентября — Неемия Грю , английский врач и ботаник, основоположник анатомии растений (умер в 1712 году).

## Скончались
См. также: Категория:Умершие в 1641 году
- 3 января — Джереми Хоррокс, английский астроном (род. в 1618 году).
- 8 марта — Сюй Сякэ, китайский географ-исследователь (род. в 1587 году).